# Torbjørnsbu Station
Torbjørnsbu Station (Torbjørnsbu stoppested) var en jernbanestation på Arendalsbanen, der lå i Arendal kommune i Norge.
Stationen åbnede som holdeplads 1. maj 1911, året efter at banen var taget i brug. Den blev nedgraderet til trinbræt i 1939 og nedlagt 8. juni 1997.
Stationsbygningen blev opført til åbningen i 1911 efter tegninger af Harald Kaas. Den blev revet ned i 1970.